# Agustín Segura
Agustín Segura Iglesia (Tarifa, 20 de febrero de 1900-Madrid, 3 de julio de 1988) fue un pintor español, nacido en Tarifa aunque vivió en Sevilla y Madrid. Es el hermano mayor del también pintor Enrique Segura. Premiado con la Gran Cruz de Alfonso X el Sabio.

## Biografía
Entra en la Real Academia de Bellas Artes de Sevilla a los doce años finalizando sus estudios en 1918. Su primer empleo en Madrid lo desarrolla como redactor especializado en arte en el periódico La Nación.
Tras varias medallas en las Exposiciones de Bellas Artes, obtiene la de Oro por el cuadro titulado Camerino.
Su género preferido es el retrato, aunque cultiva otros géneros «y no sin fortuna» como dice Juan Antonio Gaya Nuño, como el paisaje o los bodegones.
Camón Aznar expone que «La lección impresionista la aplica Agustín Segura no al paisaje, sino al retrato, pero con una análoga consecuencia plástica, al dejar la superficie de las cosas -lo mismo en epidermis que en paños- sacudidas por el mismo temblor...»
El crítico Antonio Manuel Campoy escribe: «Agustin Segura figuraba entre los grandes pintores de retratos del último medio siglo con Sotomayor, Manuel Benedito ... Uno de los maestros españoles del retrato».

## Obras
Sus obras se encuentran en Londres, Bruselas, Lisboa, Milán, París y en otras poblaciones de Europa y América. 
El Museo Municipal de Chiclana de la Frontera tiene una sala permanente con una selecta colección de cuadros de Agustín Segura.
Retratos de los alcaldes de Madrid de la época de la II República se encuentran en la Casa de Cisneros de Madrid.
El Museo Valeriano Salas de Béjar tiene expuesto un cuadro que el pintor regaló al Ayuntamiento de Béjar.
El Museo del Ejército, el Museo Centro de Arte Reina Sofía y el Museo de Historia de Madrid tienen cuadros almacenados del pintor Agustín Segura.
- Retrato de Diego Martínez Barrio, presidente de la Segunda República Española, Congreso de los Diputados.